# Casa Santfeliu
La Casa Santfeliu és un edifici protegit com a bé cultural d'interès local del municipi de l'Hospitalet de Llobregat (Barcelonès).

## Descripció
Habitatge unifamiliar, de només una planta amb cantonada a la Rambla de Just Oliveres i al carrer de Lleida. De planta rectangular, està envoltada per un jardí i pati per tres de les seves quatre cares. A la façana principal hi ha un porxo que protegeix la porta d'entrada; aquest està aguantat per dos pilars i té la forma d'un entaulament clàssic molt simplificat. Les finestres són rectangulars i per sobre d'elles hi ha decoració de tipus geomètrica. Per accedir a la porta hi ha una escala de tipus imperial. Als extrems hi havia dos petits porxos, però un d'ells es va suprimir. El terrat està decorat amb unes estructures semblants a un embigat. A l'interior les estances estan distribuïdes al voltant d'un pati interior.

## Història
Fou construïda per Ramon Puig i Gairalt els anys 1928-1929.